# Entypophana
Entypophana är ett släkte av skalbaggar. Entypophana ingår i familjen Melolonthidae.
Kladogram enligt Catalogue of Life:
| Entypophana | \| \| Entypophana apicata \| \| \| \| \| \| Entypophana biapicata \| \| \| \| \| \| Entypophana lujai \| \| \| \| |
|             | \| \| Entypophana apicata \| \| \| \| \| \| Entypophana biapicata \| \| \| \| \| \| Entypophana lujai \| \| \| \| |
|             | Entypophana apicata                                                                                               |
|             | |
|             | Entypophana biapicata                                                                                             |
|             | |
|             | Entypophana lujai                                                                                                 |
|             | |